# Francesco Canella
Francesco Canella (Noventa di Piave, 28 gennaio 1939) è un allenatore di calcio ed ex calciatore italiano, di ruolo attaccante.

## Carriera

### Club
Inizia l'attività agonistica tra le file del San Donà, per poi essere ingaggiato nel 1956 dal Venezia, che militava in serie B. Con i lagunari disputa tre buone annate, sfiorando la promozione in massima serie nei primi due anni di militanza.
Nel 1959 il grande balzo in Serie A con la cessione all'Udinese. Nella sua prima stagione i bianconeri raggiungono la salvezza e l'accesso alla Coppa Mitropa 1960, risultati che verranno bissati anche nella stagione seguente. Con i friulani arriva a disputare le semifinali della Coppa Mitropa 1961, perdendo contro lo Slovan Nitra.
Nell'ultima stagione in Friuli, Canella ed il suo club incappano nella retrocessione in Serie B, dove però non giocherà venendo ingaggiato dalla Fiorentina.
Con la Fiorentina nella stagione 1962-1963 si piazza al sesto posto, mentre in quella successiva ottiene un quarto posto e l'accesso alla Coppa delle Fiere 1964-1965.
Nel 1964 passa inizialmente al Messina dove non giocò nemmeno una gara, per poi trasferirsi all'Inter. Il suo esordio avvenne il 15 novembre 1964 in un derby con il Milan che vide la sconfitta dei nero-azzurri per 0-3, ma alla fine l'Inter riuscì a vincere il campionato precedendo proprio il Milan. Canella giocò poco con i nerazzurri, solo 3 presenze il primo anno e una nei pochi mesi della stagione seguente.
Nel novembre 1965 Canella lascia i nerazzurri per passare al Genoa, che disputava la serie B ed esordendovi il 14 novembre nel pareggio esterno a reti bianche contro il Venezia. In quella stagione il Genoa si piazzò al quinto posto, a soli due punti dalla promozione in massima serie.
Nella stagione seguente Canella torna a giocare in serie A tra le file del Lecco, una stagione non troppo fortunata che vedrà la squadra piazzarsi all'ultimo posto con la conseguente retrocessione tra i cadetti.
Si chiude così la parentesi nella massima serie di Canella che torna a giocare in Veneto tra le file della Mestrina. Gli arancioneri militano in Serie C, ma anche con il club veneto si piazzerà all'ultimo posto, retrocedendo in serie D.
Rimane in Serie C nella stagione seguente tra le file del Marzotto Valdagno, dove otterrà la salvezza grazie alla vittoria nello spareggio contro la Cremonese
Nel 1969 passa al Belluno, militante in serie D. Nella sua seconda stagione con i gialloblu vince il girone C della Serie D, ottenendo la promozione in Serie C. Dopo due stragioni in Serie C lascia il Belluno per tornare al San Donà dove nel campionato di Promozione 1973-74 chiuderà la carriera agonistica e contemporaneamente inizierà quella di allenatore. Con i biancocelesti vincerà il campionato di Promozione 1974-75 approdando così alla serie D. Nella stagione 1978-1979 subentrerà e verrà esonerato dal San Donà. Come allenatore presterà la sua opera in seguito al Montebelluna, al Belluno nel Campionato Interregionale 1981-1982, oltre al Portogruaro cui sarà legato per tanti anni. Diviene anche un apprezzato direttore sportivo sia con il Portogruaro che in seguito con la Sanvitese.

### Nazionale
Canella giocò con la Nazionale Italiana B (5 giugno 1963 Italia B-Austria B 2-0) e l'Italia giovanile.

## Palmarès

### Giocatore

#### Competizioni nazionali
- Campionato italiano: 1

Inter: 1964-1965
- Serie D: 1

Belluno: 1970-1971

### Competizioni internazionali
- Coppa dei Campioni: 1

Inter: 1964-1965
- Coppa Intercontinentale: 1

Inter: 1965

### Allenatore

#### Competizioni regionali
- Promozione: 1

San Donà: 1974-1975